# Герб Бухареста
Герб міста Бухарест - один із офіційних символів міста Бухареста, столиці Румунії. Сучасний герб прийнято в липні 1993 року.

## Опис
Герб Бухареста є норманським щитом, у центрі якого на блакитному тлі зображений одноголовий коронований орел, що тримає в дзьобі хрест. У лапах орел стискає срібний меч (у правій) та скіпетр (у лівій). Дзьоб і лапи птаха червоного кольору, сам орел - золотий. На грудях орла поміщений невеликий щиток, у ньому в червоному полі зображений покровитель міста святий Димитрій Басарбовський, що тримає в руках хрест і спис. Внизу щита розташовується фігурно вигнута девізна стрічка, що складається з трьох горизонтальних смуг червоного, жовтого та синього кольорів, які повторюють кольори міського (і державного) прапора. На стрічці поміщений девіз Patria si dreptul meu (рум. Батьківщина та моє право»).

## Символіка
- На центральному щитку на грудях орла зображений Димитрій Басарбовський, заступник Бухареста;
- Орел – символ румунської держави, оскільки румуни, за офіційною версією, є нащадками давніх римлян. Хрест у дзьобі орла символізує, що у Дакії християнство поширювалося природним шляхом, а чи не з примусу;
- Корона, якою увінчаний орел, - це корона Мірчі I Старого, одного з можливих засновників міста;
- Меч у правій лапі орла символізує готовність захищати незалежність, а скіпетр у лівій – суверенітет румунської нації;
- Девіз «Батьківщина та моє право» використовувався з другої половини XIX століття як знак зв'язку між вільною особистістю та державою;
- Стрічка кольорів румунського прапора підкреслює роль прапора у подіях грудня 1989 року та значення Бухареста у розвитку румунської культури;
- Міська корона з сімома зубцями позначає адміністративний статус Бухареста;
- Орел з розкритими крилами, поміщений на міській короні, показує, що місто було важливим міським центром ще в середньовіччі [1] .

## Історія

### Ранній період

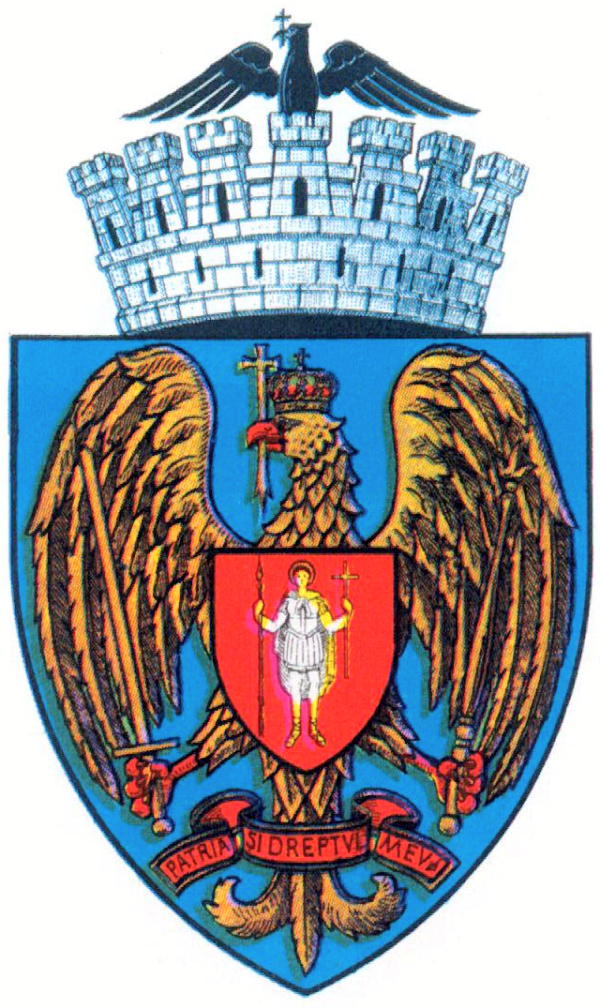
Герб Бухареста після Першої Світової війни

Найстаріший герб міста, що зберігся, датується XVI століттям і представляє Богоматір з немовлям в момент Благовіщення, з написом старослов'янською (іноді румунською) мовою «це печатка Бухареста»  .
В 1831, після відновлення міської ради Бухареста і введення Органічного регламенту, була прийнята печатка міста, але без іконографічних символів  . У наступні роки печатка кілька разів змінювалася. У 1862 році на печатці Бухареста була зображена постать жінки, що сидить, з вагами, символом справедливості, в одній руці, і квітами і колоссями пшениці в іншій  .
Указом від 7 грудня 1864 року Александру Йоан Куза, на пропозицію Михаїла Когелнічану і на прохання міської ради Бухареста, заснував новий герб, що є «щитом з великомучеником Димитрієм (покровителем міста), з списом в одній руці і мечем в іншій». Варто зазначити, що із зображенням святого на гербі відбулася плутанина: незважаючи на те, що в описі герба чітко сказано, що на ньому зображений «покровитель міста» Димитрій Басарбовський, святий на гербі зображений з атрибутами іншого святого Димитрія — Димитрія Солунського у військовому одязі, зі списом і мечем. Надалі зображення святого Димитрія кілька разів змінювалося — він зображувався то на коні, то вражаючим дракона, то з хрестом у руці . У 1930 році зображення набуло форми, яку зберігає до цього дня — зі списом у правій руці та хрестом у лівій.
Після Першої Світової війни було створено новий герб, аналогічний сучасному. Від старого він відрізнявся додаванням орла, на щитку на грудях якого став розташовуватися святий Димитрій, корони над основним щитом і дрібними деталями. Після Другої Світової війни, незважаючи на проголошення в Румунії курсу на будівництво соціалізму, герб довгий час не змінювався, хоч і не використовувався  .

### Герб періоду Чаушеску

Герб Бухареста у соціалістичний період

У 1970 році указом Ніколае Чаушеску румунські територіальні герби були замінені на нові, які повинні були відображати найбільш характерні елементи історичних, політичних, економічних і соціальних традицій держави  . Новий герб Бухареста виглядав так. Поле щита розсічене. У верхній, блакитній, половині зображений срібний Палац Великого національного зібрання , на вершині якого сидить золотий орел з розкритими крилами, що дивиться вліво. У нижній, червленій частині зображена половина золотої шестерні, на яку накладена відкрита книга, що містить напис «Civitas nostra» ( лат. «Наше місто»). У центральній частині щита розміщено щиток, на якому зображено герб соціалістичної Румунії, накладений на прапор Румунської комуністичної партії (праворуч) та прапор Румунії (ліворуч). Назва міста написана на червоній стрічці, розташованій нижче за основний щит  .
Щиток у центрі герба був обов'язковим елементом усіх територіальних гербів прийнятих у соціалістичній Румунії.

### Сучасний герб
26 липня 1993 року Рішенням № 76 Генеральної Ради Бухареста було відновлено колишню версію герба  .